# بورت (آیووا)
بورت (به انگلیسی: Burt) شهری در ایالت آیووا کشور ایالات متحده آمریکا است که جمعیت آن در سرشماری سال ۲۰۱۰ میلادی، ۵۳۳ نفر بوده‌است.